# Simulium juarezi
Simulium juarezi är en tvåvingeart som beskrevs av Vargas och Najera 1957. Simulium juarezi ingår i släktet Simulium och familjen knott. Inga underarter finns listade i Catalogue of Life.